# 江泽涵
江泽涵（1902年10月6日—1994年3月29日），男，安徽旌德人，中国数学家、数学教育家，中国科学院院士，中国拓扑学研究的奠基人之一。

## 生平

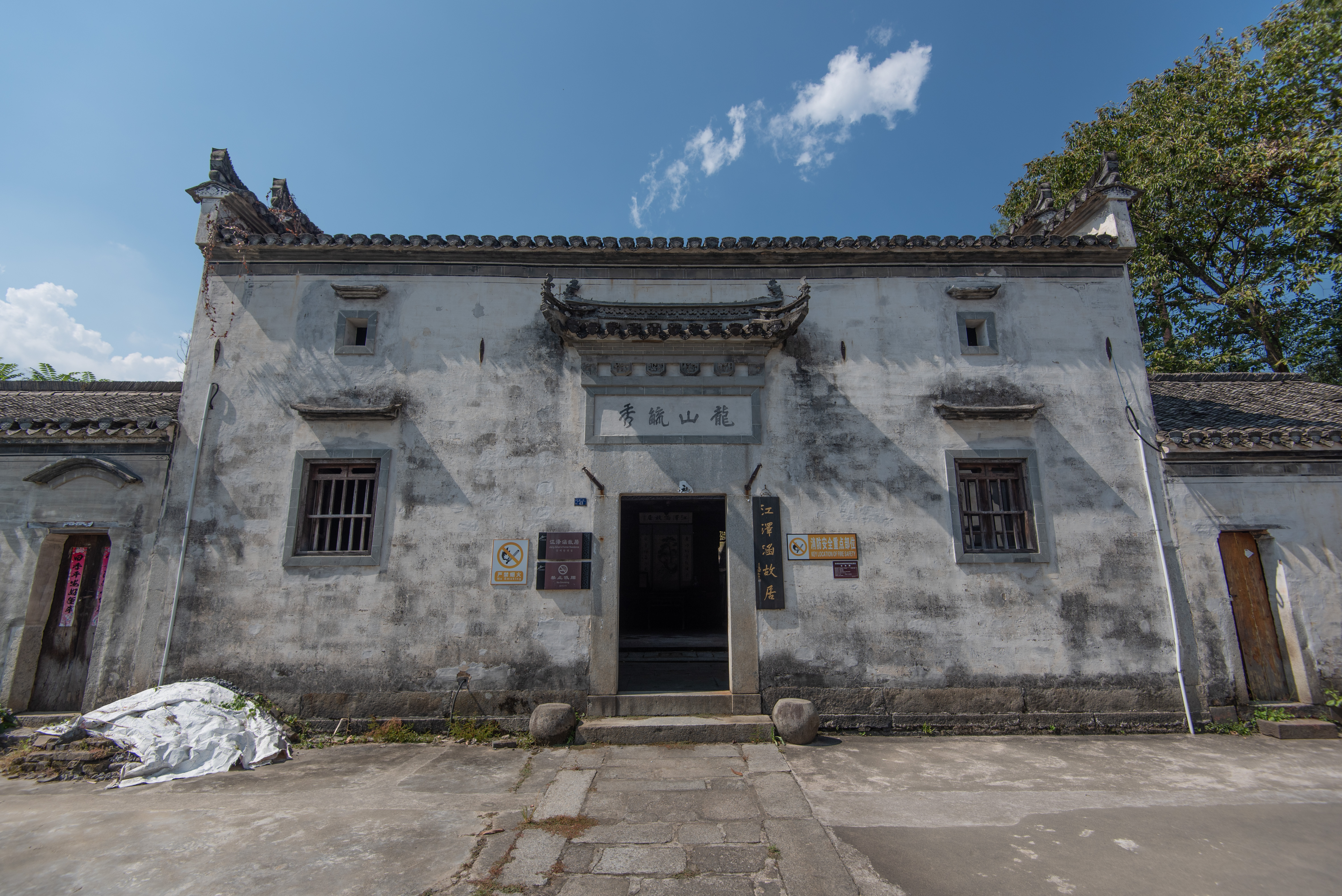
位于旌德江村的江泽涵故居

江澤涵是胡適的妻子江冬秀的堂弟，1919年初跟隨胡適夫婦北上求學，1926年毕业于南开大学。1930年获美国哈佛大学博士学位，1931年任教北京大學數學系，1934年起擔任數學系主任至1952年:34。

## 专著
- 《不动点理论》
- 《拓扑学引论》